# Країна (партія)
Політична партія «КРАЇНА» — українська політична партія, заснована 21 травня 1993 року під назвою «Партія відродження села».
На Парламентських виборах в Україні 2006 року брала участь у складі Народного блоку Костенка і Плюща, однак до Парламенту жоден її представник не потрапив — Блок не подолав 3-відсотковий бар'єр.
20 серпня 2019 року на XV черговому з'їзді Партії відродження села було обрано Головою Партії Скоцика Віталія Євстафійовича та змінено назву на Політична партія «КРАЇНА».